# Olszewnica Stara
Olszewnica Stara (prononciation : [ɔlʂɛvˈnit͡sa ˈstara]) est un village polonais de la gmina de Wieliszew dans le powiat de Legionowo de la voïvodie de Mazovie dans le centre-est de la Pologne.
Il se situe à environ 8 kilomètres à l'ouest de Wieliszew (siège de la gmina), 6 kilomètres au nord-ouest de Legionowo (siège du powiat) et à 26 kilomètres au nordde Varsovie (capitale de la Pologne).
Le village possède approximativement une population de 739 habitants en 2011.

## Histoire
De 1975 à 1998, le village appartenait administrativement à la voïvodie de Varsovie.